# Luis Roselló
Luis Bernardo Rosello Carrillo (* Chancay, 1927 - ) es un empresario y político peruano. 

## Biografía
Nació en Chancay, Provincia de Chancay, el 14 de abril de 1927. Hizo sus estudios primarios en el Colegio Santa Mónica de Chancay y los secundarios en el Colegio Particular Hipólito Unánue de Lima. Entre 1944 y 1947 estudió Electromecánica en el Politécnico Nacional Superior José Pardo de Lima. 
Es Secretario distrital del Partido Popular Cristiano en Pueblo Libre. 
Ha sido electo alcalde del Distrito de Pueblo Libre en tres periodos (1984-1986, 1987-1989 y 1990-1992).
Como miembro del Unidad Nacional, fue Teniente Alcalde y Regidor del Concejo Provincial en la gestión de Rafael Santos Normand. 